# Clésio Baúque
Clésio Palmirim David Baúque (Maputo, 11 de outubro de 1994) é um futebolista moçambicano que atua como atacante. Atualmente defende o Panetolikos.

## Carreira

### Ferroviário de Maputo e Europa
Revelado pelo Ferroviário, Clésio assinou com o Benfica em setembro de 2012, dizendo em sua apresentação que procurava se inspirar em Eusébio. Foi repassado ao Benfica B (time reserva), pelo qual jogou 10 partidas e marcou 1 gol.

### Harrisburg City
Emprestado ao Harrisburg City Islanders, time que disputa a USL Pro (espécie de terceira divisão do futebol dos Estados Unidos), o atacante atuou em 20 jogos e marcou 5 gols. Voltou ao Benfica em 2015, integrado pelo técnico Rui Vitória ao elenco principal, estreando contra o Tondela em outubro, jogando como lateral-direito, devido à lesão de Nélson Semedo. Acabou por sair no mercado de inverno para o clube grego Panetolikos, assinando um contrato de 3 anos e meio e envergando a camisola número 10.

## Seleção Moçambicana
Pela Seleção Moçambicana de Futebol, Clésio estreou em 2011, contra Comores, marcando seu primeiro pelos Mambas nesta partida. Em 15 jogos, marcou 2 vezes (o segundo gol foi contra a Tanzânia, pelas Eliminatórias para a Copa Africana de Nações de 2013.